# Cantonul Castres-Nord
Cantonul Castres-Nord este un canton din arondismentul Castres, departamentul Tarn, regiunea Midi-Pyrénées, Franța.

## Comune
| Comune     | Populație (1999) | Cod poștal | Cod INSEE |
| ---------- | ---------------- | ---------- | --------- |
| Castres    | 43 496 (1)       | 81100      | 81065     |
| Laboulbène | 134              | 81100      | 81118     |